# Breuvery-sur-Coole
 Breuvery-sur-Coole  es una población y comuna francesa, en la región de Champaña-Ardenas, departamento de Marne, en el distrito de Châlons-en-Champagne y cantón de Écury-sur-Coole.

## Demografía
| 106 | 87 | 76 | 150 | 188 | 200 |
| Para los censos de 1962 a 1999 la población legal corresponde a la población sin duplicidades (Fuente: INSEE [Consultar]) |    |    |     |     |     |